# Ceratophyus gopherinus
Ceratophyus gopherinus là một loài bọ cánh cứng trong họ Geotrupidae. Loài này được Cartwright miêu tả khoa học năm 1966.